# NGC 235
NGC 235 je galaksija u zviježđu Kit.

## Vanjske poveznice
- SEDS: NGC 0235